# 피터 멀런
피터 멀런(Peter Mullan, 1959년 11월 2일~)은 영국 스코틀랜드의 배우이자 영화 감독이다.

## 감독
- 2002년: 막달레나 시스터즈

## 출연

### 영화
- 2020년: 마리오네트 (Marionette) - 맥비티 박사 역
- 2014년: 허큘리스 (Hercules) - 시타클스 역
- 2013년: 테이크다운 (Welcome to the Punch)
- 2011년: 워 호스 (War Horse) - 테드 역
- 2011년: 디어 한나 (Tyrannosaur) - 조셉 역
- 2007년: 보이 A (Boy A) - 테리 역
- 2007년: 마지막 군단 (The Last Legion / La Derniere legion) - 오도아케르 역
- 2007년: 스톤 오브 데스티니 (Stone of Destiny) - 이안 아버지 역
- 2005년: 온 어 클리어 데이 (On a Clear Day) - 프랭크 역
- 2004년: 크리미널 (Criminal)
- 2003년: 영 아담 (Young Adam) - 레스 가울트 역
- 2003년: 클럽 진주군 (Out of this world / この世の外へ クラブ進駐軍) - 짐 역
- 2003년: 키스 오브 라이프 (Kiss of Life) - 존 역
- 2001년: 세션 나인 (Session 9) - 고든 플레밍 역
- 2000년: 더 클레임 (The Claim) - 다니엘 딜런 역
- 2000년: 디센트 크리미널 (Ordinary Decent Criminal) - 스티비 역
- 1999년: 미스 줄리 (Miss Julie) - 장 역
- 1998년: 내 이름은 조 (My name is Joe) - 조 카바나 역
- 1995년: 브레이브하트 (Braveheart) - 베터란 역

### 드라마
- 2025년: 아웃랜더 : 블러드 오브 마이 블러드 (Outlander: Blood of My Blood) - 레드 제이콥 매켄지 역